# Mommenheim (Allemagne)
Pour la commune alsacienne, voir Mommenheim.
Mommenheim est une commune allemande de Rhénanie-Palatinat située dans l'arrondissement de Mayence-Bingen. Elle fait partie de la commune fusionnée de Nierstein-Oppenheim.

## Illustrations

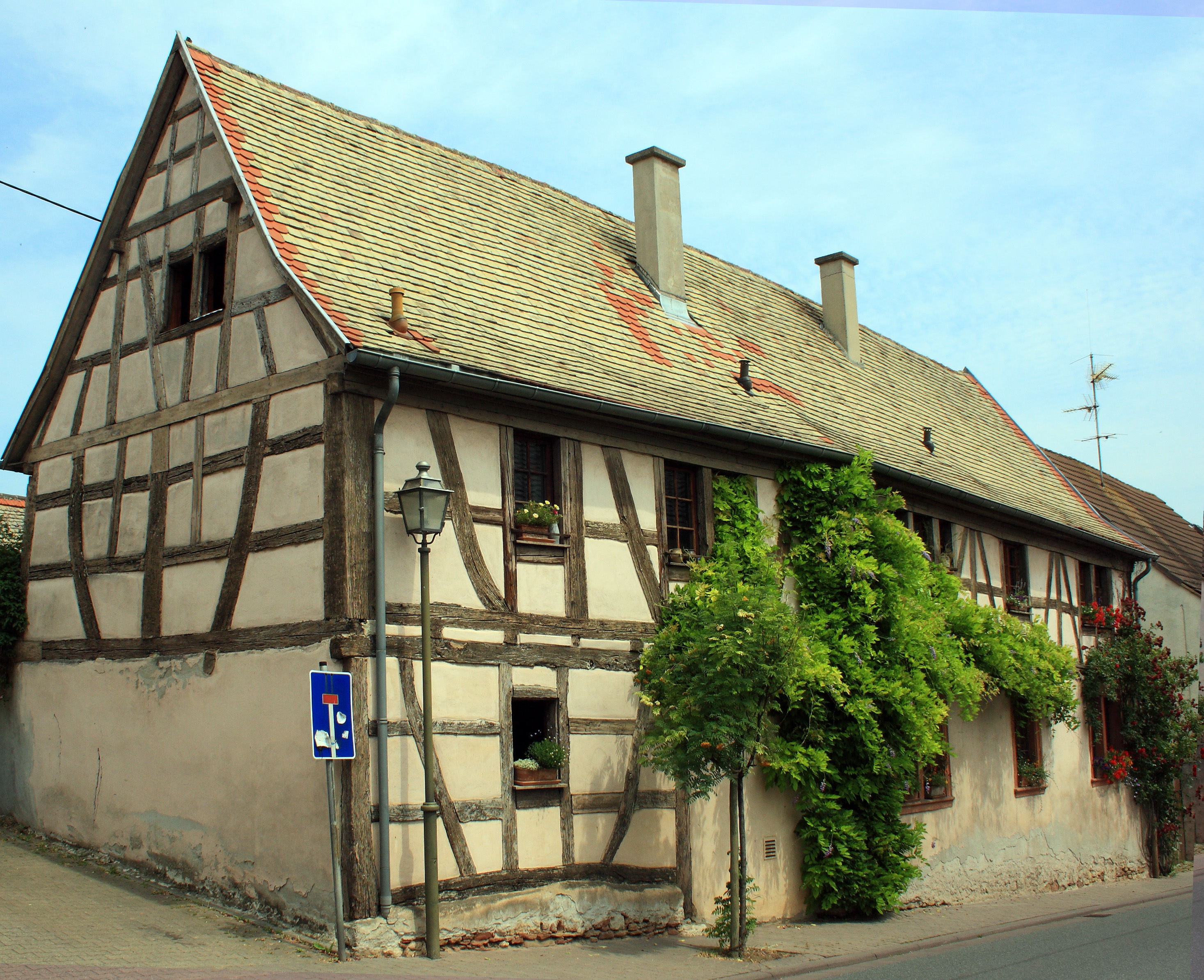
Maison du XVIIIe siècle